# Chémery-sur-Bar
Chémery-sur-Bar  is een plaats en voormalige gemeente in het Franse departement Ardennes in de regio Grand Est en telt 444 inwoners (2005). 

## Geschiedenis
Op 1 november 1964 werd de gemeente Connage opgenomen in de gemeente en op 7 augustus 1966 de gemeente Malmy. Op 22 maart 2015 werd het kanton Raucourt-et-Flaba opgeheven en werd Chémery-sur-Bar opgenomen in het kanton Vouziers. Hoewel de gemeenten in het kanton Vouziers onder het arrondissement Vouziers vielen bleef Chémery-sur-Bar, net als de overige gemeenten van het opgeheven kanton Raucourt-et-Flaba, deel uitmaken van het arrondissement Sedan. Op 1 januari 2016 fuseerde de gemeente met Chéhéry tot de huidige gemeente Chémery-Chéhéry.

## Geografie
De oppervlakte van Chémery-sur-Bar bedraagt 23,2 km², de bevolkingsdichtheid is 19,1 inwoners per km².
De onderstaande kaart toont de ligging van Chémery-sur-Bar met de belangrijkste infrastructuur en aangrenzende gemeenten.

## Demografie
Onderstaande figuur toont het verloop van het inwonertal (bron: INSEE-tellingen).
Vanwege een beveiligingsprobleem met de MediaWiki Graph-software is het momenteel niet mogelijk deze grafiek weer te geven. Zodra de software is bijgewerkt zal de grafiek vanzelf weer zichtbaar worden.
Chéhéry · Chémery-sur-Bar · Connage · Malmy